# Povlen
Le mont Povlen (en serbe cyrillique : Повлен) est une montagne de l'ouest de la Serbie. Son point culminant est le pic du Mali Povlen, qui s'élève à une altitude de 1 347 m et constitue le pic le plus élevé des monts de Valjevo, qui sont une extension du groupe de montagnes de Stari Vlah.
Le mont Povlen fait partie du groupe de montagnes de Podrinje-Valjevo, dans une des franges orientales des Alpes dinariques.

## Géographie
Le Povlen se trouve à environ 30 km à l'ouest de la ville de Valjevo et à proximité de la rive droite de la Drina.Il est constitué de plusieurs pics, dont les trois plus importants sont le Mali Povlen (1 347 m), le Srednji Povlen (1 301 m) et le Veliki Povlen (1 271 m). Le Povlen est parcouru par plusieurs canyons.

## Flore et faune
Le Povlen est couvert de forêts. Dans le canyon de la rivière Trešnjica nichent quelques vautours fauves (Gyps fulvus).